# Lee Kyou-hyuk
Lee Kyou-hyuk (Seul, 16 marzo 1978) è un pattinatore di velocità su ghiaccio sudcoreano.

## Carriera
È uno dei quattro pattinatori capaci di vincere quattro volte i Campionati mondiali sprint.

## Palmarès

### Campionati mondiali di pattinaggio di velocità - Distanza singola
- 4 medaglie:
  - 1 oro (500 m a Inzell 2011)
  - 2 argenti (500 m a Nagano 2008 e Richmond 2009)
  - 1 bronzo (1000 m a Salt Lake City 2007)

### Campionati mondiali di pattinaggio di velocità - Sprint
- 5 medaglie:
  - 4 ori (Hamar 2007, Heerenveen 2008, Obihiro 2010, Inzell 2011)
  - 1 argento (Calgary 2012)

### Universiadi invernali
- 2 medaglie:
  - 1 argento (500 m a Muju-Jeonju 1997)
  - 1 bronzo (1500 m a Muju-Jeonju 1997)

### Giochi asiatici invernali
- 8 medaglie:
  - 4 ori (1000 m e 1500 m a Aomori 2003, 1000 m e 1500 m a Changchun 2007)
  - 3 argenti (1000 m a Gangwon 1999, 500 m a Changchun 2007, inseguimento a squadre a Astana-Almaty 2011)
  - 1 bronzo (1500 m a Astana-Almaty 2011)